# Bostonterrier

Bostonterrier är en hundras från USA. Den är en dvärghund av molossertyp och sällskapshund. Bostonterriern hör till populäraste hundraserna i hemlandet.

## Historia
Rasen anses härstamma från de korsningar mellan bulldogg och terrier som användes vid hundhetsningar i Storbritannien på 1800-talet. De engelska hundarna var kända i Amerika. I hamnstaden Boston förekom ofta hundhetsning, och dit hade hetshundarna kommit med varufartyg från England. Man startade uppfödning i Boston på 1860–1870-talen för att skapa en mindre och snabbare hund. Resultatet kallades dåförtiden Round Head. En rasklubb bildades 1889, denna ändrade 1891 sitt namn till Boston Terrier Club of America. 1893 erkändes rasen av den amerikanska kennelklubben American Kennel Club (AKC).
Den blev på 1950-talet känd som ”skokrämshunden” långt utanför USA:s gränser när ett företag lanserade den som kännemärke på sina skokrämsburkar. Bostonterriern har funnits i Sverige sedan början av 1900-talet. Numera registreras mellan 40 och 80 Bostonterrier årligen.

## Egenskaper
Bostonterrier är en godmodig och tillgiven hund, den är roande och käck. Terrier är den bara till namnet, den föredrar människors sällskap. En bostonterrier kan dock utmana andra hundar. Den skall verka beslutsam och vara mycket energisk och aktiv.

## Utseende
Bostonterrier är en trubbnosig (brakycefal) hundras på grund av att man har avlat på ärftliga defekter så att hundarnas skallben blivit kortare än normalt.
Bostonterriern skall ge ett stramt och robust intryck. Den skall ha ganska kompakt, kort kropp. Huvudet är kvadratiskt med flata kinder och kort nosparti. Öronen är upprätta och kuperas i hemlandet. Svansen är medfödd mycket kort och ibland skruvad. Vikten är vanligtvis 7 till 11 kg och mankhöjden cirka 30 cm.
Pälsen är kort, glänsande och slätt intilliggande. Färger: Tigrering (brindle) det vill säga, tydliga och jämnt fördelade strimmor samt väl avskilda vita tecken. Svart och vita tecken får förekomma, men tigrerat föredras.

## Svenska Bostonterrierklubben
Svenska Bostonterrierringen, SBTR, bildades 1957 och har i dag ca 350 medlemmar. 2001-2020 var klubben specialklubb under Svenska Kennelklubben, varför namnet ändrades till Svenska Bostonterrierklubben (SBTK). 2020 blev klubben rasklubb ansluten till specialklubben Svenska Dvärghundsklubben.